# A.J. Johnson

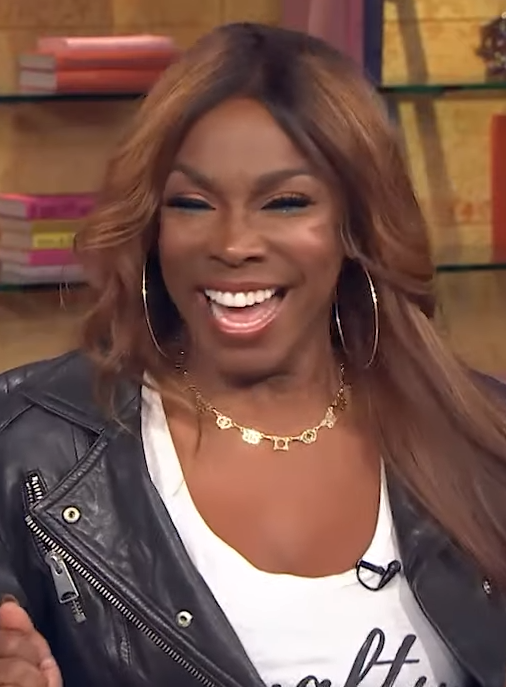
A.J. Johnson (2020)

Adrienne-Joi „A.J.“ Johnson (* 2. Januar 1963 in Orange, Essex County, New Jersey) ist eine US-amerikanische Schauspielerin, Synchronsprecherin, Model, Choreografin und Fitnesstrainerin.

## Leben
Johnson wurde am 2. Januar 1963, nach anderen Angaben am 3. September 1963, in Orange geboren. Sie besuchte die Rumson-Fair Haven Regional High School in New Jersey und schloss 1985 das Spelman College in Atlanta mit Auszeichnung ab. Sie war Mitglied der Schwesternschaft Delta Sigma Theta.
1987 wirkte sie im Musikvideo zum Lied Criticize des Sängers Alexander O’Neal mit. Ab dem Folgejahr erhielt sie erste Besetzungen in Spielfilmen und einzelnen Episoden verschiedener US-amerikanischer Fernsehserien. Auch war sie im Musikvideo der Gruppe LeVert zum Lied Just Coolin’ zu sehen. 1989 war sie im Fernsehfilm Mut einer Mutter in einer der Hauptrollen als Ruby Thomas zu sehen. 1990 folgten die Rolle der Sharane im Film House Party und Besetzungen in Episodenrollen in vielen Fernsehserien, darunter die Episodenhauptrolle der Christina Johnson in Der Prinz von Bel-Air. 1992 stellte sie Danitra in Double Trouble – Warte, bis mein Bruder kommt dar. Von 1993 bis 1995 stellte sie in insgesamt 30 Episoden der Fernsehserie Lady Cops – Knallhart weiblich die Rolle der Off. Lynn Stanton dar. 2001 war sie in John Singletons Baby Boy als Juanita zu sehen. Ab 2003 nahm sie bis 2016 Abstand vom Schauspiel, war aber als Synchronsprecherin zu hören. 2019 übernahm sie die Hauptrolle der Detective Phylicia Richardson im Fernsehfilm Sins of the Father.

## Filmografie (Auswahl)

### Schauspiel
- 1988: School Daze
- 1988: College Fieber (A Different World, Fernsehserie, Episode 1x17)
- 1989: In der Hitze der Nacht (In the Heat of the Night, Fernsehserie, Episode 2x13)
- 1989: Day by Day (Fernsehserie, Episode 2x17)
- 1989: CBS Summer Playhouse (Fernsehserie, Episode 3x03)
- 1989: Mut einer Mutter (A Mother’s Courage: The Mary Thomas Story, Fernsehfilm)
- 1990: House Party
- 1990: New Attitude (Fernsehserie, Episode 1x03)
- 1990: Der Prinz von Bel-Air (The Fresh Prince of Bel-Air, Fernsehserie, Episode 1x07)
- 1990: California Bulls (1st & Ten, Fernsehserie, Episode 7x07)
- 1991: Amen (Fernsehserie, Episode 5x15)
- 1991: Clippers (Fernsehfilm)
- 1991: Entscheidung aus Liebe (Dying Young)
- 1992: Murder Without Motive: The Edmund Perry Story (Fernsehfilm)
- 1992: Double Trouble – Warte, bis mein Bruder kommt (Double Trouble)
- 1992: Sister Act – Eine himmlische Karriere (Sister Act)
- 1993: Love, Lies & Lullabies (Fernsehfilm)
- 1993–1995: Lady Cops – Knallhart weiblich (Sirens, Fernsehserie, 30 Episoden)
- 1994: Das schwarze Paradies (The Inkwell)
- 1995: The Preston Episodes (Fernsehserie, Episode 1x04)
- 1996: Beast – Schrecken der Tiefe (The Beast, Miniserie, 2 Episoden)
- 1996: Chicago Hope – Endstation Hoffnung (Chicago Hope, Fernsehserie, Episode 3x04)
- 1997: Der Hotelboy (The Jamie Foxx Show, Fernsehserie, Episode 1x14)
- 1998: High Freakquency
- 1999: Two Shades of Blue
- 1999: JAG – Im Auftrag der Ehre (JAG, Fernsehserie, Episode 5x04)
- 2000: Cover Me: Based on the True Life of an FBI Family (Fernsehserie, 2 Episoden)
- 2001: Tara
- 2001: John Singletons Baby Boy (Baby Boy)
- 2001: Ein Hauch von Himmel (Touched By An Angel, Fernsehserie, Episode 8x10)
- 2003: Black Listed
- 2003: Skin Deep
- 2016: Family Time (Fernsehserie, Episode 4x02)
- 2019: Sins of the Father (Fernsehfilm)
- 2020: Stuck with You (Fernsehserie, 4 Episoden)
- 2020: Holiday Heartbreak (Fernsehfilm)

### Synchronisation
- 2015: The Jellies (Zeichentrickserie, Episode 1x01)
- 2017–2019: The Jellies! (Zeichentrickserie, 8 Episoden)

### Musikvideos
- 1987: Alexander O’Neal: Criticize
- 1988: LeVert: Just Coolin’
- 1996: Coolio: 1 2 3 4 (Sumpin' New)